# Hoffnungszeichen
Hoffnungszeichen │ Sign of Hope e.V. ist eine christlich motivierte Organisation für Menschenrechte, humanitäre Hilfe und Entwicklungszusammenarbeit mit Hauptsitz in Konstanz.
Der Schwerpunkt der Arbeit von Hoffnungszeichen Sign of Hope e. V. liegt in den Bereichen Entwicklungszusammenarbeit und Humanitäre Hilfe. Der Verein ist weltweit tätig und unterstützt Projekte in mehr als 20 Ländern. Er unterstützt Schulen, Kliniken und Krankenstationen, leistet Existenzhilfe für Flüchtlinge und Einheimische, fördert die Wasserversorgung, führt Ernährungsprogramme durch und leistet Not- und Katastrophenhilfe. Außerdem engagiert sich die Organisation für Menschenrechte, insbesondere von verfolgten Christen, und informiert die Öffentlichkeit zu dieser Thematik.
Seit der Gründung im Jahr 1983 unterstützt der Verein international Menschen in Not und Bedrängnis. Im Berichtsjahr 2022 wurden 91 Hilfsprojekte durchgeführt und 1,1 Millionen Menschen in 20 Ländern erreicht.
Hoffnungszeichen ist seit 2015 ein Unterzeichner der Initiative Transparente Zivilgesellschaft. Der Steuerstatus der Organisation ist laut eigenen Angaben gemeinnützig und mildtätig.
Seit Juni 1994 ist die Organisation mit Unterstützungsprojekten im Südsudan vertreten.

## Finanzierung
Der Verein wird finanziell durch private und öffentliche Gelder getragen. Institutionelle Geber sind laut der Website der Organisation:
- Auswärtiges Amt
- Bundesministerium für wirtschaftliche Zusammenarbeit und Entwicklung (BMZ)
- Deutsche Gesellschaft für Internationale Zusammenarbeit (GIZ)
- Stiftung Entwicklungs-Zusammenarbeit Baden-Württemberg (SEZ)

Im Geschäftsjahr 2022 betrugen die Erlöse der Organisation 14,6 Millionen Euro.